# Kościół św. Jana w Lüneburgu

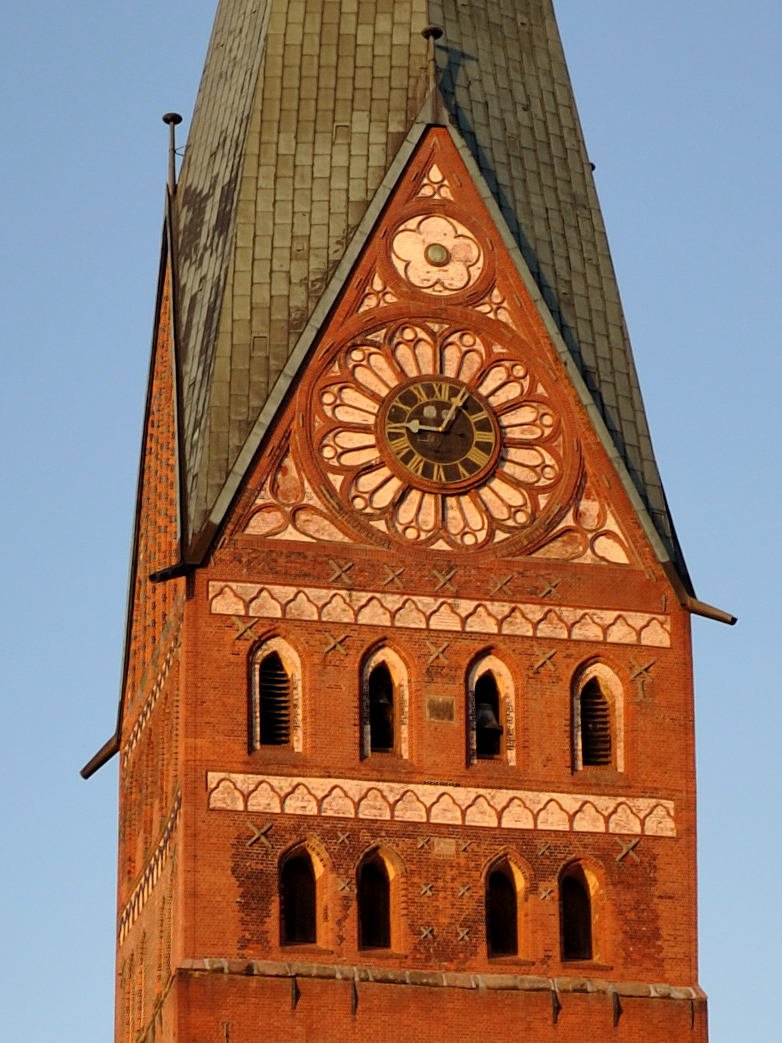
Fragment wieży kościelnej z zegarem i dzwonami

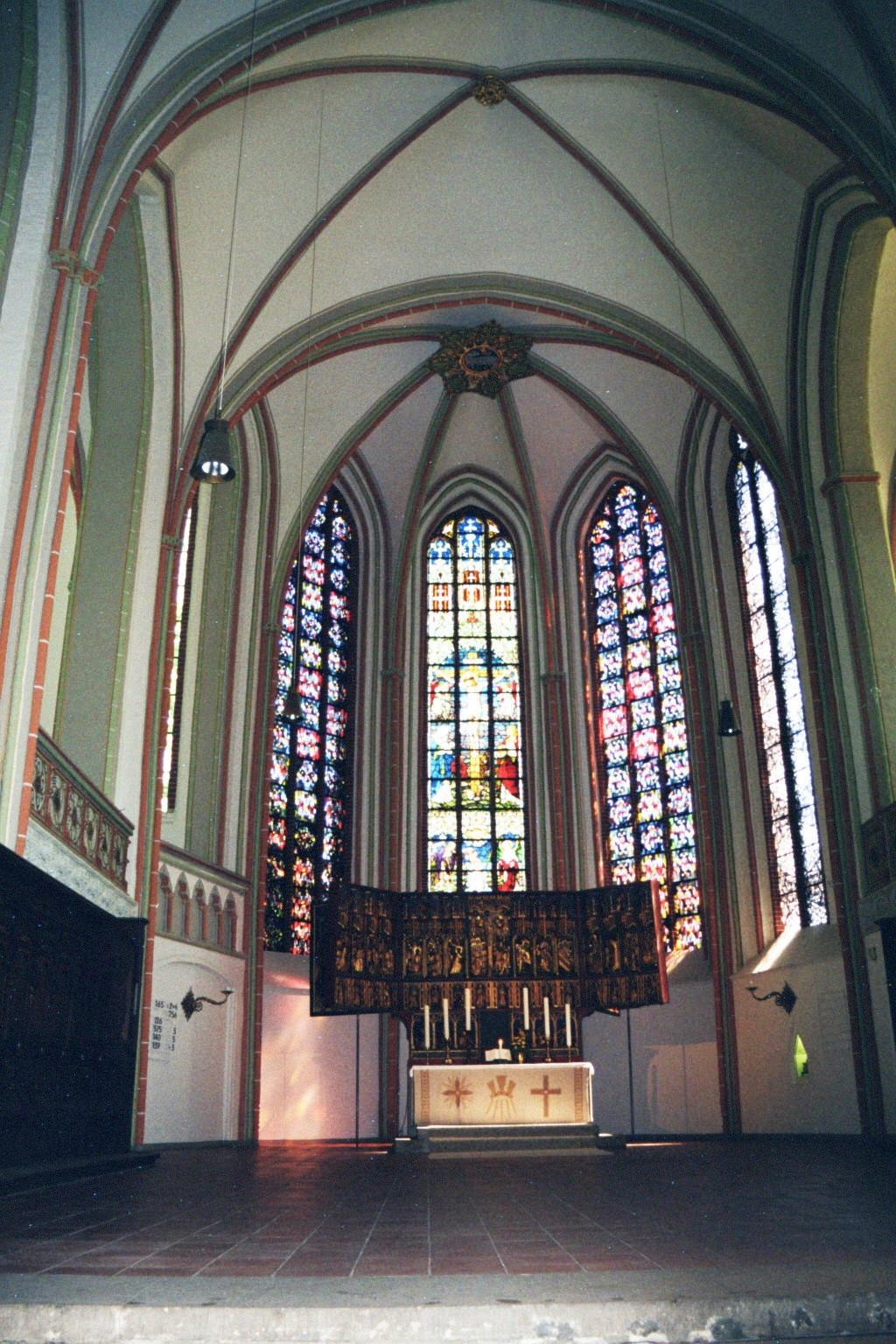
Widok na prezbiterium i ołtarz.

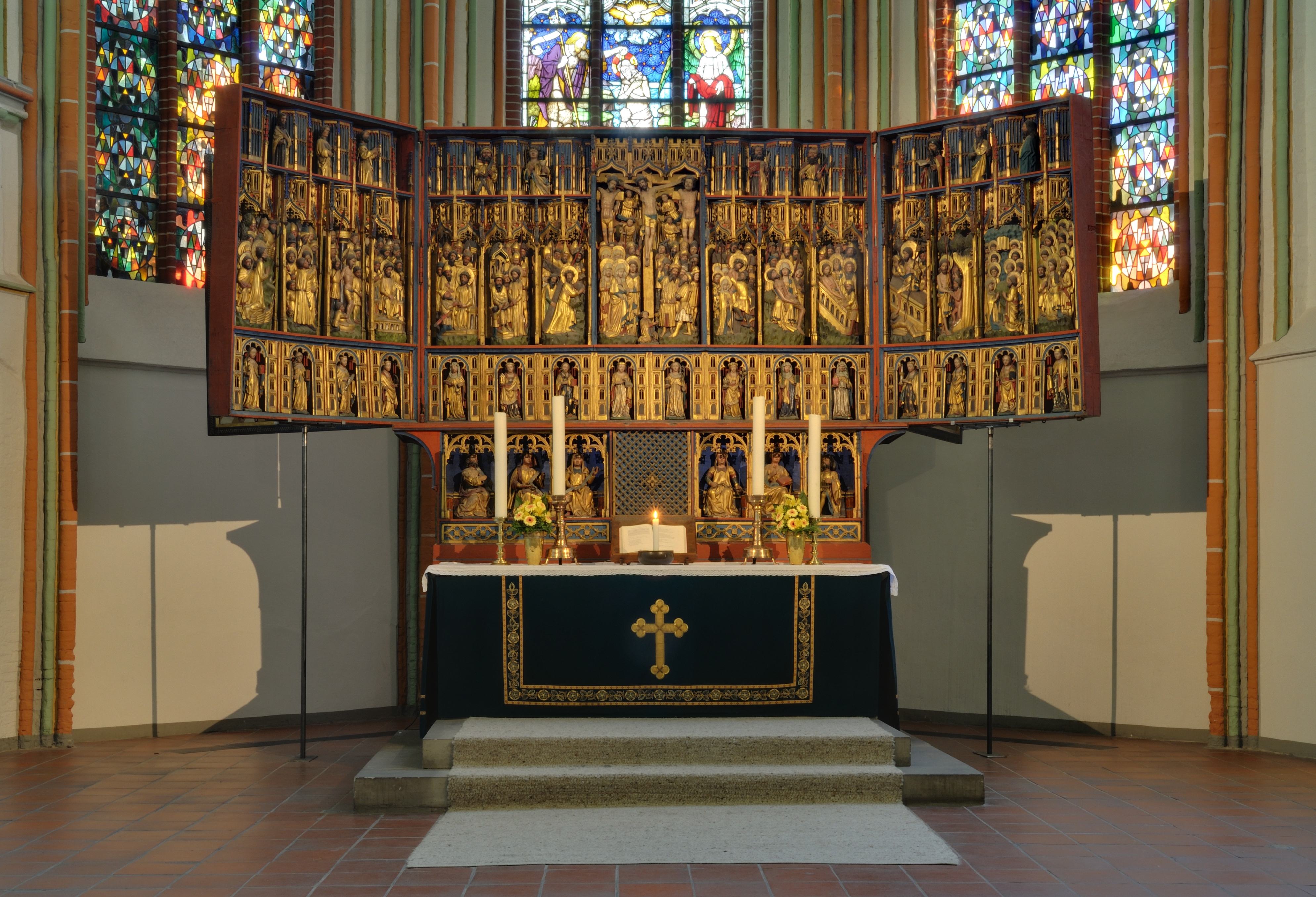
Widok na ołtarz główny

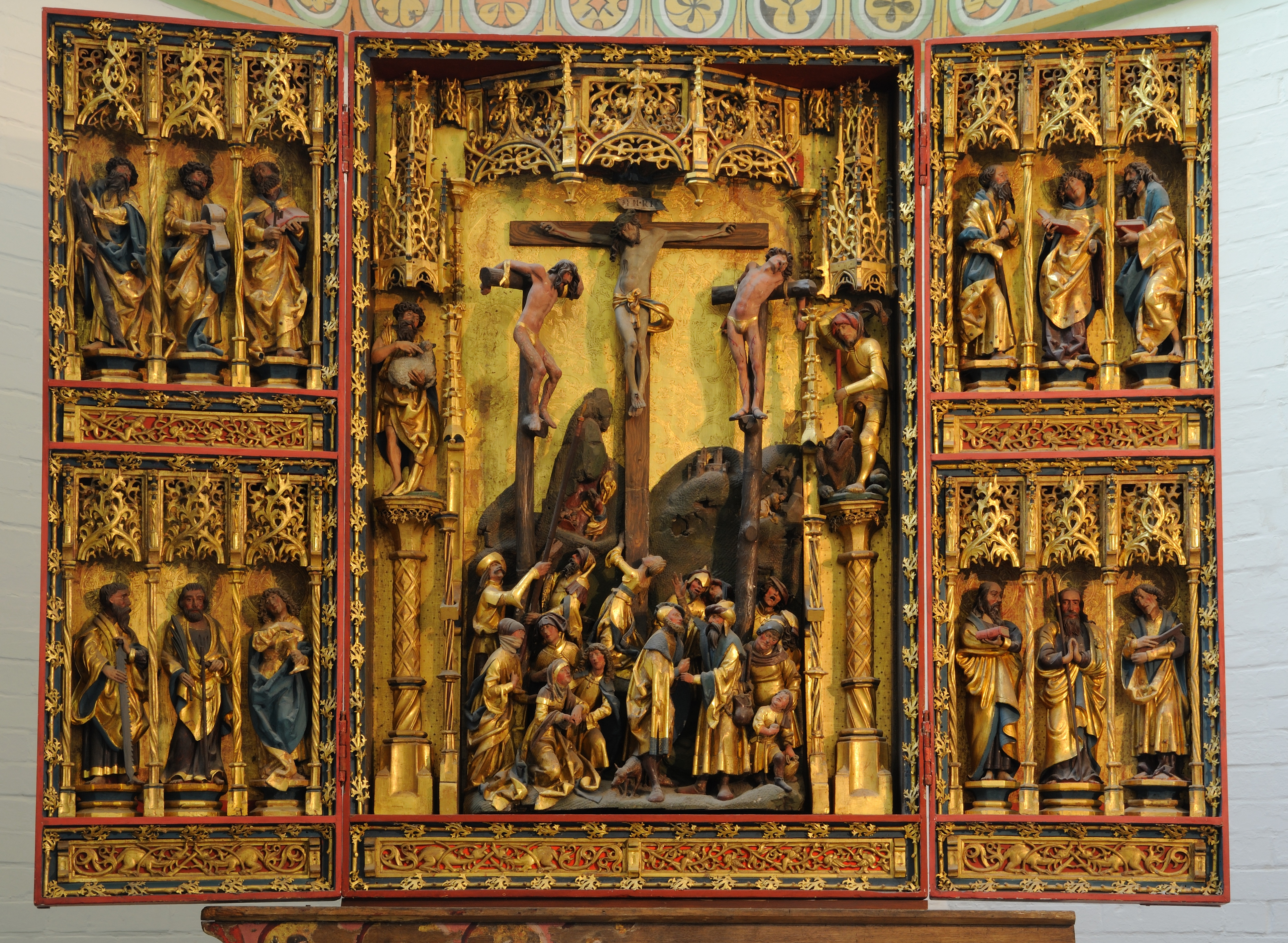
Ołtarz Benedikta Dreyera

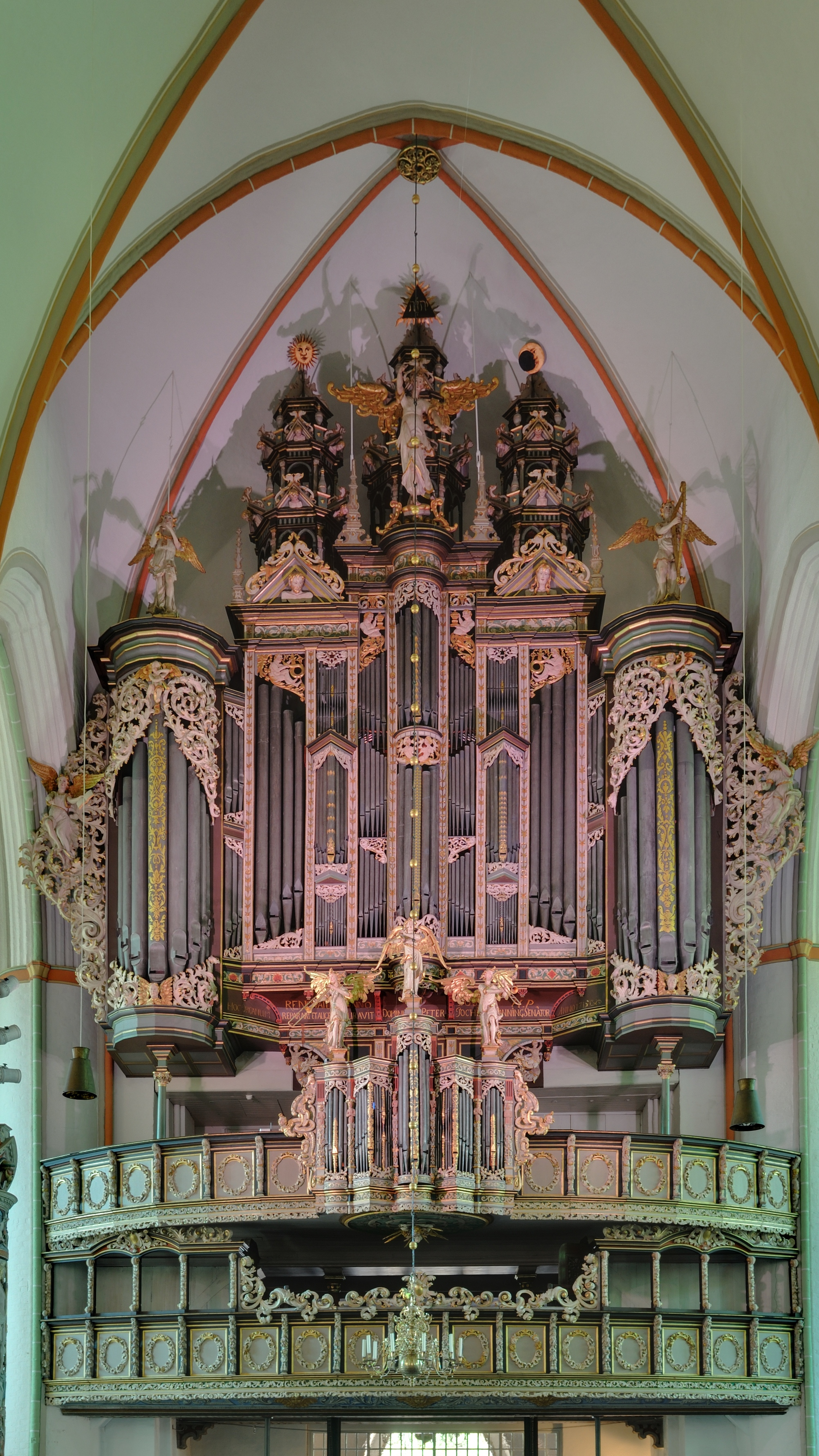
Organy główne.

Kościół Świętego Jana w Lüneburgu (niem. St. Johannis (Lüneburg)) – kościół ewangelicko-luterański położony w centrum Lüneburga.
Najstarszy kościół tego miasta. Jeden z trzech głównych kościołów Starego Miasta obok kościoła św. Michała i kościoła św. Mikołaja. Przykład północnoniemieckiego gotyku ceglanego. Wewnątrz mieści cenny wystrój m.in. dwa gotyckie ołtarze i barokowe organy.

## Historia i architektura
Pięcionawowy gotycki kościół halowy został zbudowany pomiędzy 1289 a 1463. Pierwsza wzmianka w dokumentach dotyczących pierwotnego kościoła pochodzi z 1174. Większa część budowli była gotowa w 1372, natomiast wieżę o wysokości ok. 110 m ukończono w 1384. Po kilku dalszych przebudowach kościół był gotowy w 1463. Charakterystyczną zewnętrzną dominantą kościoła jest jego wysoka, smukła wieża, mierząca 108,71 m, należąca do najwyższych wież kościelnych Dolnej Saksonii..
Po pożarze wywołanym w 1406 uderzeniem pioruna odbudowano wieżę (ukończona w 1408). Stanowi ona charakterystyczną dominantę miasta także i z tego względu, że jest krzywa – odchylenie od pionu jej spiczastego hełmu wynosi 1,30 m na południe i 2,20 m na zachód. Powodem tego jest deformacja górnej części więźby dachowej. Według legendy mistrz budowlany po tym jak zauważył swój błąd, runął z jednego z górnych okien wieży na ziemię, trafił jednak szczęśliwie na przejeżdżający obok wóz z sianem, dzięki czemu ocalał.
W 1801 runął hełm wieży; odbudowano go w latach następnych. W 1833 szczyt zachodni z zegarem otrzymał swój dzisiejszy kształt.
W 1856 dokonano gruntownej renowacji wnętrza kościoła.
W latach 1960–1964 podczas zakrojonej na szeroką skalę renowacji pomalowano wnętrze kościoła. Malowidła te istnieją do chwili obecnej.
W 1969 witrażysta Charles Crodel wykonał witraże do kaplicy św. Elżbiety.
W latach 1970–1975 z powodu uszkodzenia więźby dachowej wieży przez szkodniki zbudowano od nowa cały hełm. Użyto w tym celu konstrukcji stalowo-drewnianej i założono nowe zwieńczenie – kulę (średnica 120 cm).
W latach 1985–1993 poddano renowacji korpus wieży, połączony z urządzeniem w jego wnętrzu pomieszczeń parafialnych.
W 2007 dokonano gruntownej renowacji wnętrza kościoła i organów.

## Wymiary
Kościół ma obecnie następujące wymiary:
- Długość: 52,50 m (do drzwi), 65,00 m (włącznie z wieżą)
- Szerokość: 44,0 m
- Wysokość:
  - Nawa główna: 18–22 m (jej poziom wznosi się w kierunku wieży)
  - Nawy boczne:15–16 m

## Wyposażenie

### Ołtarz główny
Drewniany ołtarz to dzieło sztuki z XV w. W jego centrum znajduje się Ukrzyżowanie Chrystusa zaś po obu stronach są sceny przedstawiające Mękę Pańską oraz wydarzenia Wielkanocne. Dwie grupy 10 apostołów (u góry) i 16 figur kobiecych (u dołu) tworzą plastyczne ramy dla powyższego cyklu.
Malowidła na zewnętrznych częściach skrzydeł ołtarza (Legenda o św. Jerzym, św. Jan, św. Urszula i św. Cecylia) stanowią wybitne przykłady późnośredniowiecznego malarstwa na terenie północnych Niemiec. Wyszły one spod pędzla hamburskiego malarza Hinrika Funhofa w 1482.

### Ołtarz Ukrzyżowania
Przy wschodniej absydzie nawy południowej znajduje się późnogotycki tryptyk wykonany około 1507/1508 przez Benedikta Dreyara, rzeźbiarza działającego w Lubece i Lüneburgu oraz malarza Hinricka Lavenstedte. W środkowej części retabulum rzeźbiona Grupa Ukrzyżowania oraz święci Jan Chrzciciel i Jerzy. Na skrzydłach bocznych, pełnoplastyczne figury Dwunastu Apostołów (po trzy w każdej z czterech kwater). Zamknięty tryptyk prezentuje cztery malowane kwatery przedstawiające Salome z głową Jana Chrzciciela i św. Urszulę z płaszczem ochronnym oraz św. Jerzego zabijającego smoka i św. Cecylię.

### Organy
Wielkie renesansowo-barokowe organy główne zostały zbudowane w latach 1551–1553 przez Hendrika Niehoffa i Jaspera Johannsena w Hertogenbosch. W 1652 zostały wyremontowane i rozbudowane przez Friedricha Stellwagena z Lubeki. W latach 1712–1715 zostały przebudowane i rozszerzone (Matthias Dropa) a w 1852 ponownie przebudowane (Eduard Meyer). W 1922 otrzymały trakturę pneumatyczną (Oskar Walcker ). W 1953 były restaurowane (Rudolf von Beckerath ).
Oprócz wysokich walorów artystycznych prospektu, organy są cennym dziełem w świecie przykładów holenderskiej sztuki organmistrzowskiej epoki renesansu. W latach 1698–1733 grał na nich Georg Böhm, najsłynniejszy w historii kościoła św. Jana kantor; grał na nich również młody Johann Sebastian Bach podczas swego pobytu w Lüneburgu między 1700 a 1702.
Organy mają następującą dyspozycję:
| Hauptwerk II C-g3 | Oberwerk III C-g3 | Rückpositiv I C-g3 | Pédale C-f1 |
| Prinzipal 16' Quintadena 16' Oktave 8' Gedackt 8' Oktave 4' Nachthorn 4' Quinte 22/3' Oktave 2' Bauernflöte 2' Mixtur 6-8f, 11/3' Scharff 4-5f, 2/3' Trompete 16' Trompete 8' Trompete 4' | Prinzipal 8' Rohrflöte 8' Oktave 4' Blockflöte 4' Nasat22/3' Gemshorn 2' Terzian 2f Oktave 1' Mixtur 5-6f, 1' Zimbel 3f, 1/6' Trompete 8' Dulzian 8' | Prinzipal 8' Gedackt 8' Quintadena 8' Oktave 4' Rohrflöte 4' Sesquialtera 2f Waldflöte 2' Sifflöte 11/3' Scharff 5-7f, 1' Dulzian 16' Bärpfeife 8' | Prinzipal 16' Untersatz 16' Oktave 8' Gedackt 8' Oktave 4' Nachthorn 2' Bauernflöte 1' Rauschpfeife 2f Mixtur 6-8f, 2' Posaune 32' Posaune 16' Trompete 8' Trompete 4' Kornett 2' |

Połączenia klawiatur: Oberwerk/ Hauptwerk, Rückpositiv/ Hauptwerk, Oberwerk/Pedal, Hauptwerk/Pedal, Rückpositiv/Pedal

Tremulanten: Oberwerk, Rückpositiv
23 maja 2010 zainaugurowano jeszcze jedne organy w kościele św. Jana. Zbudowano je w prezbiterium. Ich brzmienie i dyspozycja są wzorowane na muzyce francuskiego romantyzmu. Organy zbudowała firma organmistrzowska Orgelbau Kuhn AG z Männedorfu (Szwajcaria).
Mają one następującą dyspozycję (terminologia francuska):
| Grand Orgue C-g3 | Récit expressif C-g3 | Pédale C-f1                                                                   |
| Bourdon 16' Montre 8' Flûte ouverte 8' Flûte douce 8' Préstant 4' Quinte 22/3′ Doublette 2' Fourniture 4fach Trompette 8' | Quintaton 16' Flûte harmonique 8' Viole de gambe 8' Voix céleste 8' Flûte octaviante 4' Nazard 22/3' Octavin 2' Tierce 13/5′ Basson 16' Trompette harmonique 8' Hautbois 8' Voix humaine 8' Tremulant | Contrebasse 16' Soubasse 16' *Octave 8' *Flûte 8' *Bombarde 16' #Trompette 8' |

Połączenia klawiatur: II-I, II-I sub

I-P, II-P, II-P super

(*) – Transmisja z organów głównych

(#) – przedłużenie Trompette 8‘

### Żyrandol Mariacki

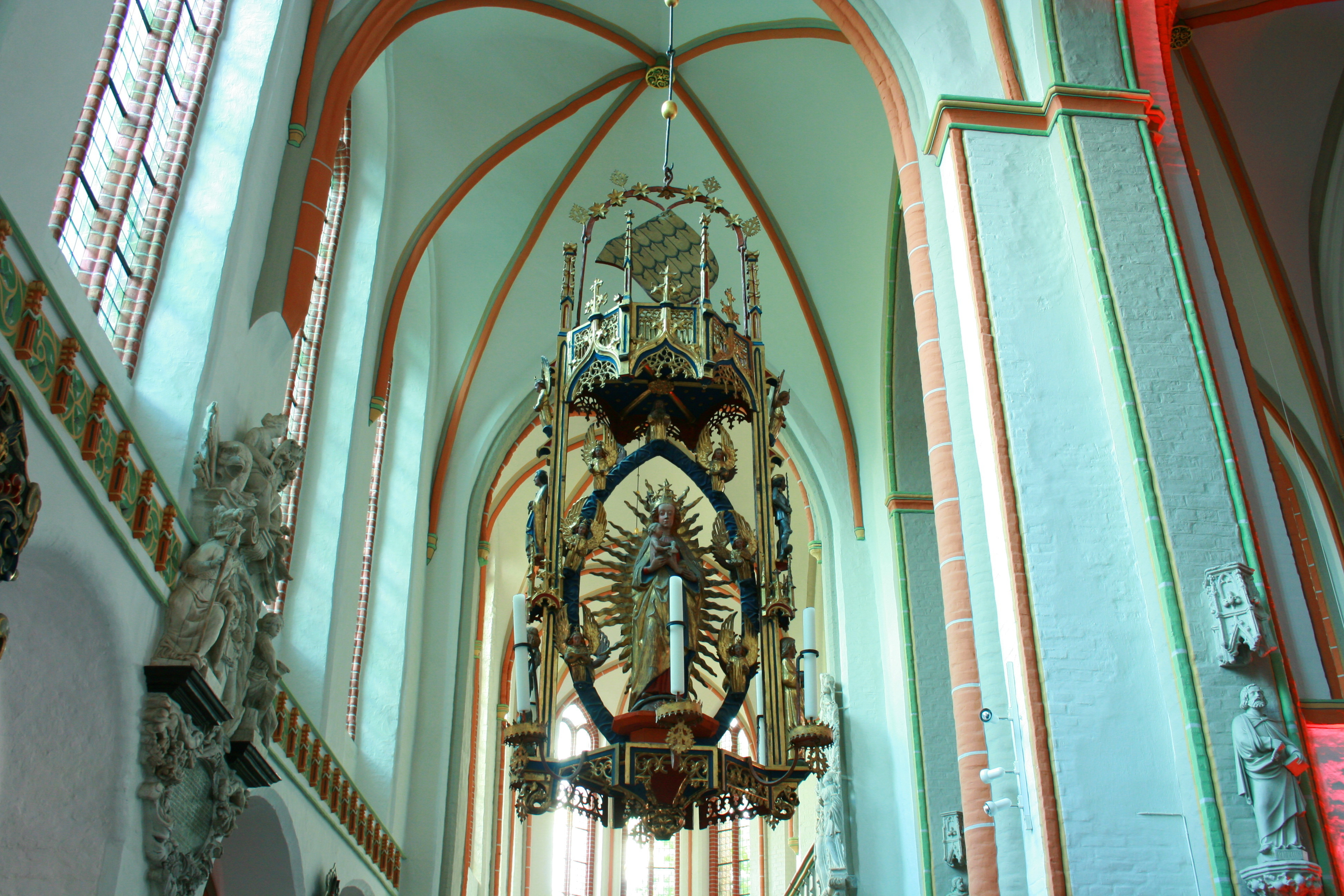
Żyrandol Mariacki.

Gotycki żyrandol Mariacki to pełne przepychu dzieło północnoniemieckie z końca XV w., ukazujące Maryję z Dzieciątkiem pod pozłacanym baldachimem, otoczoną promienistą glorią.

### Dzwony
Kościół św. Jana dysponuje znakomitym tak historycznie jak i brzmieniowo zestawem 5 dzwonów. Zestaw główny składa się z 3 dużych dzwonów. Największy z nich, Apostelglocke, został odlany w 1436 przez Gherta Klinghe w Bremie i stanowi wybitny przykład sztuki ludwisarskiej czasów, w których powstał. Zestaw pomocniczy stanowią dwa dzwony Schelle (duży i mały). Zestaw uzupełniają 2 dzwony zegarowe.
W porównaniu z pozostałymi kościołami Starego Miasta kościół św. Jana ma najcięższy dzwon (ok. 11,6 t), kościół św. Mikołaja dzwon o najniższej tonacji(a0) natomiast kościół św. Michała największy ilościowo zestaw (10 dzwonów).
| Nr. | Nazwa                | Rok odlania | Ludwisarnia                        | Średnica (m) | Waga (t, ok.) | Wysokość tonu (16tel) |
| 1   | Apostelglocke        | 1436        | Ghert Klinghe, Bremen              | 1,944        | 5,204         | h0–8                  |
| 2   | Sonntagsglocke       | 1718        | Johann Christoph Ziegener,Lüneburg | 3,00         | 2,500         | cis1–2                |
| 3   | Probeglocke          | 1607        | Paul Voß, Lüneburg                 | 1,35         | 2,000         | e1 –1                 |
| 4   | Große Schelle        | 1436        | Ghert Klinghe, Bremen              |              | 0,600         | d2 –8                 |
| 5   | Kleine Schelle       | 1519        | Hinrik van Kampen, Lübeck          |              | 0,500         | e2–4                  |
| I   | Stundenglocke        | 1516        | Hinrik van Kampen, Lübeck          |              |               |                       |
| II  | Viertelstundenglocke | 1600        | Andreas Heineken, Lüneburg         |              |               |                       |

## Znane osobistości w historii kościoła
Do znanych osobistości, działających przy kościele św. Jana należeli: poprzednik Georga Böhma, organista i kompozytor Christian Flor, sprawujący urząd kantora w latach 1676–1697, zwolniony z urzędu w 1692 superintendent Johann Wilhelm Petersen oraz Johann Christopher Jauch, superintendent w latach 1714–1725.

## Znaczenie turystyczne kościoła św. Jana
Wszystkie trzy kościoły Starego Miasta w Lüneburgu stanowią wybitne przykłady gotyku ceglanego i jako takie zostały włączone do trasy Europejskiego Szlaku Gotyku Ceglanego. Poza godzinami nabożeństw są one otwarte dla zwiedzających.